# 2016年のセントラル・リーグクライマックスシリーズ
2016年のセントラル・リーグクライマックスシリーズは、2016年10月に開催されたプロ野球セントラル・リーグのクライマックスシリーズである。

## 概要
本大会はSMBC日本シリーズ2016出場権をかけたプレーオフトーナメント。25年振りにセ・リーグ優勝を果たした広島東洋カープは両ステージを通じて初のマツダスタジアムでの開催、11年振りにAクラス入りを果たした横浜DeNAベイスターズは初めての出場となる。12球団で唯一出場歴のなかった横浜DeNAの初出場と共に、翌年4位に終わった巨人の「CS皆勤賞」が最後になった年でもある。また、借金チームが第2ステージで勝利したのも初となった。
本大会ではシーズン中に採られていた予告先発投手は採用されなかった（パ・リーグCSでは通常通り使用された）。

### ファーストステージ
レギュラーシーズン2位の読売ジャイアンツと3位の横浜DeNAベイスターズが3戦2勝先取制で争い、勝者がファイナルステージに進出する。
また、アットホームの特別協賛で「2016 アットホーム クライマックスシリーズ セ ファーストステージ」として開催された。
これを最後に、屋内球場でのセリーグのファーストステージは行われていない。
会期：10月8日から10月10日
会場：東京ドーム

### ファイナルステージ
レギュラーシーズン1位（1勝分のアドバンテージが与えられる）の広島東洋カープとファーストステージ勝者の横浜DeNAベイスターズが6戦4勝先取制で争い、勝者が2016SMBC日本シリーズへの出場権を得る。
また、マツダの特別協賛で「2016 マツダ クライマックスシリーズ セ ファイナルステージ」として開催された。
セリーグのファイナルステージでは初めての屋外球場での開催である。またマツダスタジアムでの開催も初めてである。
会期：10月12日から10月15日
会場：MAZDA Zoom-Zoom スタジアム広島

### トーナメント表
|  | 1stステージ（準決勝） | 1stステージ（準決勝） |                               |       | ファイナルステージ（決勝） | ファイナルステージ（決勝） |
|  |                       |                       |                               |       |                            |                            |
|  |                       |                       |                               |       |                            |                            |
|  |                       |                       |                               |       |                            |                            |
|  |                       |                       |                               |       |                            |                            |
|  |                       |                       | （6戦4勝制） マツダスタジアム |       |                            |                            |
|  |                       |                       |                               |       |                            |                            |
|  | 広島（セ優勝）        | ☆○○●○                 |                               |       |                            |                            |
|  | 広島（セ優勝）        | ☆○○●○                 | （3戦2勝制） 東京ドーム       |       |                            |                            |
|  |                       |                       | DeNA（セ1st勝者)              | ★●●○● |                            |                            |
|  | 巨人（セ2位）         | ●○●                   | DeNA（セ1st勝者)              | ★●●○● |                            |                            |
|  | 巨人（セ2位）         | ●○●                   |                               |       |                            |                            |
|  | DeNA（セ3位）         | ○●○                   |                               |       |                            |                            |
|  | DeNA（セ3位）         | ○●○                   |                               |       |                            |                            |
|  |                       |                       |                               |       |                            |                            |
|  |                       |                       |                               |       |                            |                            |
|  |                       |                       |                               |       |                            |                            |
|  |                       |                       |                               |       |                            |                            |

☆・★=ファイナルステージのアドバンテージによる1勝・1敗分

## 試合結果

### ファーストステージ
| 日付                       | 試合  | ビジター球団（先攻） | スコア | ホーム球団（後攻） | 開催球場   |
| 10月8日（土）              | 第1戦 | 横浜DeNAベイスターズ | 5 - 3  | 読売ジャイアンツ   | 東京ドーム |
| 10月9日（日）              | 第2戦 | 横浜DeNAベイスターズ | 1 - 2  | 読売ジャイアンツ   | 東京ドーム |
| 10月10日（月）             | 第3戦 | 横浜DeNAベイスターズ | 4 - 3  | 読売ジャイアンツ   | 東京ドーム |
| 勝者：横浜DeNAベイスターズ |       |                      |        |                    |            |

#### 第1戦
●巨人 3 ‐ 5 DeNA○（東京ドーム）
|      | 1 | 2 | 3 | 4 | 5 | 6 | 7 | 8 | 9 | R | H | E |
| ---- | - | - | - | - | - | - | - | - | - | - | - | - |
| DeNA | 0 | 0 | 1 | 0 | 0 | 2 | 0 | 0 | 2 | 5 | 8 | 0 |
| 巨人 | 1 | 0 | 0 | 0 | 1 | 0 | 0 | 0 | 1 | 3 | 9 | 0 |

1. 開始：14時00分 観衆：45,633人 時間：3時間19分
2. De：○井納（7回）‐ H田中（0回2/3）‐ H三上（0回1/3）‐ S山﨑康（1回）
3. 巨：●マイコラス（6回）‐ 山口（1回） - マシソン（1回）‐ 澤村（1回）
4. 勝利：井納（1勝）
5. セーブ：山崎康（1S）
6. 敗戦：マイコラス（1敗）
7. 本塁打
De：梶谷1号（3回ソロ・マイコラス）、筒香1号（6回2ラン・マイコラス）、ロペス（9回ソロ・澤村）
巨：坂本1号（9回ソロ・山崎康）
8. 審判
［球審］嶋田
［塁審］栁田（1B）、山本貴（2B）、川口（3B）
［外審］秋村（LL）、森（RL）

以上出典：2016年10月8日 【公式戦】 試合結果 （読売vs横浜DeNA）
巨人はマイコラス、DeNAは井納が先発。同点の5回裏、巨人は阿部のタイムリーで勝ち越すが、直後の6回表にDeNAは筒香がライトスタンドに逆転の2ラン本塁打を放った。9回表には1点ビハインドで登板した澤村が更に2点を失いダメを押された。DeNA先発の井納は7回2失点と好投し、最後は山崎が坂本にソロ本塁打を打たれるも何とか締めてゲームセット。DeNAが初のCS勝利を飾った。巨人は首位打者・最高出塁率のタイトルを獲得した坂本を1番に置いたが後続が続かず後がなくなった。
なおこの試合では元DeNAの中村紀洋がこの試合をレフトスタンドのDeNA応援団席から観戦していた。

#### 第2戦
○巨人 2 ‐ 1 DeNA●（東京ドーム）
|      | 1 | 2 | 3 | 4 | 5 | 6 | 7 | 8 | 9 | R | H | E |
| ---- | - | - | - | - | - | - | - | - | - | - | - | - |
| DeNA | 0 | 1 | 0 | 0 | 0 | 0 | 0 | 0 | 0 | 1 | 5 | 0 |
| 巨人 | 0 | 0 | 1 | 0 | 0 | 0 | 0 | 1 | × | 2 | 4 | 0 |

1. 開始：14時00分 観衆：45,683人 時間：2時間47分
2. De：今永（7回）‐ ●三上（0回2/3）‐ 砂田（0回1/3）
3. 巨：田口（7回）‐ ○マシソン（2回）
4. 勝利：マシソン（1勝）
5. 敗戦：三上（1敗）
6. 本塁打
巨：坂本2号（3回ソロ・今永）
7. 審判
［球審］川口
［塁審］山本貴（1B）、秋村（2B）、森（3B）
［外審］原（LL）、栁田（RL）

以上出典：2016年10月9日 【公式戦】 試合結果 （読売vs横浜DeNA）
巨人は田口、DeNAは今永の先発となった。2回表に田口の暴投でDeNAが先制。3回裏には巨人が坂本の2号ソロ本塁打で同点に追いつく。その後は両先発が共に7回1失点と力投。迎えた8回裏、巨人は長野が勝ち越しタイムリーを放ち、均衡を破った。前日2失点した澤村に代わりマシソンが2回を無失点に封じ逆王手をかけた。DeNAはチャンスで続かなかったのが響いた。

#### 第3戦
●巨人 3 ‐ 4 DeNA○（東京ドーム）
|      | 1 | 2 | 3 | 4 | 5 | 6 | 7 | 8 | 9 | 10 | 11 | R | H  | E |
| ---- | - | - | - | - | - | - | - | - | - | -- | -- | - | -- | - |
| DeNA | 2 | 1 | 0 | 0 | 0 | 0 | 0 | 0 | 0 | 0  | 1  | 4 | 10 | 0 |
| 巨人 | 2 | 0 | 0 | 0 | 0 | 1 | 0 | 0 | 0 | 0  | 0  | 3 | 6  | 0 |

1. 開始：14時00分 観衆：45,477人 時間：4時間22分
2. De：石田（5回1/3）‐ H砂田（2回）- H三上（1回）- ○田中（1回2/3）- S山﨑康（1回）
3. 巨：内海（1回2/3）‐ 大竹寛（5回1/3）- H山口（1回）- Hマシソン（1回）- ●澤村（1回0/3）- 田原誠（0回1/3）- 戸根（0回2/3）
4. 勝利：田中（1勝）
5. セーブ：山﨑康（2S）
6. 敗戦：澤村（1敗）
7. 本塁打
De：ロペス2号（1回2ラン・内海）
巨：阿部1号（1回2ラン・石田）、村田1号（6回ソロ・石田）
8. 審判
［球審］森
［塁審］秋村（1B）、原（2B）、栁田（3B）
［外審］嶋田（LL）、山本貴（RL）

以上出典：2016年10月10日 【公式戦】 試合結果 （読売vs横浜DeNA）
巨人は内海、DeNAは石田が先発。
DeNAは、1回にロペスの2点本塁打で先制。しかし巨人も阿部の2点本塁打で同点に追いつく。しかし2回表に巨人は関根の犠飛で1点を失い、先発の内海が早々にノックアウト。第1戦で本塁打を放った梶谷が負傷交代するなど波乱の幕開けとなった。その後は大竹寛と石田の投手戦が続くも、6回裏に前の打席で死球を受けていた村田が本塁打を放ち巨人が同点に追いつく。DeNAは8回表無死1・2塁から倉本が併殺打、巨人も9回無死1塁で代走鈴木が牽制死と好機を逃し、延長戦に突入。11回表、この回先頭の倉本の打球が巨人・澤村を強襲。澤村は右足に打球を受けて負傷降板し田原に交代。エリアンの犠打で倉本が2塁へ進塁、1死2塁で嶺井がレフトオーバーの適時打を放った。11回ウラは山﨑がピンチを招きながらも、最後は阿部を右飛に打ち取ってゲームセット。2013年の広島以来となる3位からのファイナルステージ進出を果たした。巨人の敗退に従い、セ・リーグのファイナルステージで初めて東京の球団(巨人、ヤクルト)が出場を逃すことになった。
巨人・鈴木はシリーズ終了後に引退を表明。9回の牽制死が現役最後のプレーとなった。

### ファイナルステージ
| 日付                 | 試合           | ビジター球団（先攻） | スコア | ホーム球団（後攻） | 開催球場                       |
| アドバンテージ       | アドバンテージ | 横浜DeNAベイスターズ |        | 広島東洋カープ     |                                |
| 10月12日（水）       | 第1戦          | 横浜DeNAベイスターズ | 0 - 5  | 広島東洋カープ     | MAZDA Zoom-Zoom スタジアム広島 |
| 10月13日（木）       | 第2戦          | 横浜DeNAベイスターズ | 0 - 3  | 広島東洋カープ     | MAZDA Zoom-Zoom スタジアム広島 |
| 10月14日（金）       | 第3戦          | 横浜DeNAベイスターズ | 3 - 0  | 広島東洋カープ     | MAZDA Zoom-Zoom スタジアム広島 |
| 10月15日（土）       | 第4戦          | 横浜DeNAベイスターズ | 7 - 8  | 広島東洋カープ     | MAZDA Zoom-Zoom スタジアム広島 |
| 勝者：広島東洋カープ |                |                      |        |                    |                                |

#### 第1戦
○広島 5 ‐ 0 DeNA●（マツダ）
|      | 1 | 2 | 3 | 4 | 5 | 6 | 7 | 8 | 9 | R | H | E |
| ---- | - | - | - | - | - | - | - | - | - | - | - | - |
| DeNA | 0 | 0 | 0 | 0 | 0 | 0 | 0 | 0 | 0 | 0 | 3 | 1 |
| 広島 | 0 | 0 | 2 | 0 | 0 | 0 | 2 | 1 | × | 5 | 9 | 0 |

1. 開始：18時02分 観衆：31,276人 時間：2時間48分
2. De：●モスコーソ（7回）‐ ザガースキー（1回）
3. 広：○ジョンソン（9回）
4. 勝利：ジョンソン（1勝）
5. 敗戦：モスコーソ（1敗）
6. 審判
［球審］吉本
［塁審］津川（1B）、眞鍋（2B）、深谷（3B）
［外審］木内（LL）、石山（RL）

以上出典：2016年10月12日 【公式戦】 試合結果 （広島vs横浜DeNA）
広島はジョンソン、DeNAはモスコーソが先発。広島は先発のジョンソンが9回を被安打3、2塁を踏ませない好投を見せ完封勝利。DeNAのモスコーソも力投したが3回・7回のピンチで踏ん張れず、味方の援護もなかった。1stステージで死球を受けた梶谷は左手薬指を骨折していることが判明したが、この後最終戦まで先発出場を続けた。また6回の打席で負傷交代となったルナは試合後「右肩関節唇損傷と右肩鎖関節捻挫の怪我で全治3か月」と診断され、翌日登録を抹消。そのまま退団となった。

#### 第2戦
○広島 3 ‐ 0 DeNA●（マツダ）
|      | 1 | 2 | 3 | 4 | 5 | 6 | 7 | 8 | 9 | R | H | E |
| ---- | - | - | - | - | - | - | - | - | - | - | - | - |
| DeNA | 0 | 0 | 0 | 0 | 0 | 0 | 0 | 0 | 0 | 0 | 5 | 0 |
| 広島 | 1 | 0 | 1 | 0 | 0 | 0 | 0 | 1 | × | 3 | 4 | 1 |

1. 開始：18時00分 観衆：31,264人 時間：2時間58分
2. De：●三嶋（4回2/3）‐ 砂田（1回1/3）- 田中（1回）- 三上（1回）
3. 広：○野村（6回）- H今村（1回）- Hジャクソン（1回）- S中﨑（1回）
4. 勝利：野村（1勝）
5. セーブ：中﨑（1S）
6. 敗戦：三嶋（1敗）
7. 本塁打
広：田中1号（8回ソロ・三上）
8. 審判
［球審］深谷
［塁審］眞鍋（1B）、木内（2B）、石山（3B）
［外審］橘高（LL）、津川（RL）

以上出典：2016年10月13日 【公式戦】 試合結果 （広島vs横浜DeNA）
広島はシーズン最多勝の野村、DeNAはシーズンわずか1勝の三嶋が先発した。初回に丸が先制のタイムリー、3回裏も丸が犠飛で追加点を挙げる。8回裏には田中のソロ本塁打で突き放した。先発の野村は6回無失点の好投でリリーフ陣も無失点に抑え連夜の完封勝ち、日本シリーズ進出に王手を賭けた。DeNAはまたしてもいいところなく敗れ、後がなくなった。

#### 第3戦
●広島 0 ‐ 3 DeNA○（マツダ）
|      | 1 | 2 | 3 | 4 | 5 | 6 | 7 | 8 | 9 | R | H | E |
| ---- | - | - | - | - | - | - | - | - | - | - | - | - |
| DeNA | 0 | 0 | 0 | 2 | 1 | 0 | 0 | 0 | 0 | 3 | 9 | 0 |
| 広島 | 0 | 0 | 0 | 0 | 0 | 0 | 0 | 0 | 0 | 0 | 5 | 1 |

1. 開始：18時00分 観衆：31,291人 時間：3時間19分
2. De：○井納（7回）‐ 三上（0回2/3）- 田中（0回0/3）- H須田（0回1/3）- S山崎康（1回）
3. 広：●黒田（5回）- 大瀬良（1回）- 一岡（1回）- 九里（1回）- 福井
4. 勝利：井納（1勝）
5. セーブ：山崎康（1S）
6. 敗戦：黒田（1敗）
7. 本塁打
De：エリアン1号（4回2ラン・黒田）
8. 審判
［球審］石山
［塁審］木内（1B）、橘高（2B）、津川（3B）
［外審］吉本（LL）、眞鍋（RL）

以上出典：2016年10月14日 【公式戦】 試合結果 （広島vs横浜DeNA）
広島は今シーズン限りで引退する黒田、DeNAは井納が先発。DeNAは4回表にエリアンが2ランホームランを放ち22イニングぶりに得点すると、5回表には梶谷のタイムリーで追加した。ファーストステージ第1戦で勝利投手になった井納も7回無失点の好投を見せ、8回裏のリリーフ陣が招いたピンチも守備陣の奮闘もあり無失点に凌いだ。クリーンアップが無安打に封じられた広島は黒田に白星を届けられなかった。
この試合でのDeNAの勝利は借金チームが第2ステージで上げた初めての勝利である(2022年現在、両リーグ通じて唯一)。

#### 第4戦
○広島 8 ‐ 7 DeNA●（マツダ）
|      | 1 | 2 | 3 | 4 | 5 | 6 | 7 | 8 | 9 | R | H  | E |
| ---- | - | - | - | - | - | - | - | - | - | - | -- | - |
| DeNA | 0 | 2 | 2 | 0 | 0 | 2 | 1 | 0 | 0 | 7 | 10 | 0 |
| 広島 | 6 | 0 | 1 | 0 | 1 | 0 | 0 | 0 | × | 8 | 11 | 2 |

1. 開始：13時30分 観衆：31,264人 時間：2時間58分
2. De：●今永（1回）- 藤岡（1回）- 砂田（3回）- 須田（1回）- 三上（1回）- 山崎康（1回）
3. 広：○岡田（5回）- 一岡（1回）- H今村（1回）- Hジャクソン（1回）- S中﨑（1回）
4. 勝利：岡田（1勝）
5. セーブ：中﨑（2S）
6. 敗戦：今永（1敗）
7. 本塁打
De：梶谷1号（3回2ラン・岡田）、ロペス1号（7回ソロ・今村）
広：エルドレッド1号（1回3ラン・今永）
8. 審判
［球審］津川
［塁審］橘高（1B）、吉本（2B）、眞鍋（3B）
［外審］深谷（LL）、木内（RL）

広島は岡田、DeNAは今永が先発。広島は初回にエルドレッドの3ランホームランなど打者一巡の猛攻で6点を先制。DeNA先発の今永を攻め立てこの回限りでマウンドから引きずり下ろす。DeNAも2回・3回に2点ずつを返し、その後も反撃したが及ばなかった。広島は初のファイナルステージ突破で1991年以来となる日本シリーズ進出を決めた。1番打者で全試合に出場した田中がシリーズ通算で8割3分3厘とチームを大きく牽引した。DeNAは2試合連続完封負けなどファーストステージの勢いが止まってしまい、この試合6点差から最大1点差まで詰め寄るなど打線がようやく奮起したが、時すでに遅く初回の6失点が重くのしかかり、リーグ優勝した広島には後一歩及ばずファイナルステージ敗退を喫した。

## 表彰選手
- クライマックスシリーズMVP
  - 田中広輔

## テレビ・ラジオ放送およびネット配信

### テレビ放送

#### ファーストステージ放送日程
第1戦
- 日本テレビ系列（NTV）≪地上波≫
  - 放送時間：15:00 - 17:00[注 1]（延長なし）[2]
- BS日テレ
  - 放送時間：14:00 - 15:00（トップ中継・サブチャンネル〈142ch〉での中継）、16:57 - 17:27（リレー中継、マルチチャンネルは実施せず）
- 日テレジータス ≪有料CS≫[3]
  - 放送時間：13:45 - 18:00（延長あり、再放送：翌1:30 - 5:30）

第2戦
- 地上波放送はなし。
- NHK BS1 ≪パ・1st ソフトバンク vs ロッテとマルチ編成≫
  - 放送時間：14:00 - 17:05（試合終了まで放送）※メインチャンネル〈101ch〉での放送
- 日テレジータス ≪有料CS≫[3]
  - 放送時間：13:45 - 18:00（延長あり、再放送：19:00 - 23:00）

第3戦
- 日本テレビ系列（NTV）≪地上波≫
  - 放送時間：14:55 - 16:53（延長なし[注 2]）[4]
- BS日テレ
  - 放送時間：14:00 - 14:55（トップ中継）、16:50 - 18:35（リレー中継）
- 日テレジータス ≪有料CS≫[3]
  - 放送時間：13:45 - 18:00（延長あり、再放送：翌12:45 - 16:45）

#### ファイナルステージ放送日程
第1戦
- 中国放送（RCC）≪地上波、TBS系列・広島県ローカル≫
  - 放送時間：18:15 - 21:54[5][6]
- J SPORTS1 ≪有料BS/CS≫
  - 放送時間：17:55 - 22:00（試合終了まで放送）

第2戦
- 広島ホームテレビ（HOME）≪地上波、テレビ朝日系列・広島県ローカル≫
  - 放送時間：18:15 - 21:00[5]
- テレビ神奈川（tvk）≪地上波、独立局・神奈川県ローカル。映像提供：HOME（後述）≫
  - 放送時間：17:55 - 21:30（最大延長24:00、17:55 - 18:15〈延長時に限り、21:30以降も〉はサブチャンネル〈032ch〉で放送）[7]
- J SPORTS1 ≪有料BS/CS≫
  - 放送時間：17:55 - 22:00（試合終了まで放送）

第3戦
- 広島テレビ（HTV）≪地上波、日本テレビ系列・広島県ローカル≫
  - 放送時間：18:15 - 23:04（124分緊急延長）[5][8]
- J SPORTS1 ≪有料BS/CS≫
  - 放送時間：17:55 - 22:00（試合終了まで放送）

第4戦
- 広島テレビ（HTV）≪地上波、日本テレビ系列・広島県ローカル≫
  - 放送時間：13:30 - 17:00[5][9][注 3]
- J SPORTS1 ≪有料BS/CS≫
  - 放送時間：13:25 - 17:30（試合終了まで放送）

※当初、「広島vs巨人」である場合は日本テレビ系列全国ネットで放送される予定だったが、「広島vsDeNA」になったため広島県ローカルに降格。

なお、第5戦以降実施の場合、以下の各局で放送予定であった。
第5戦
- 中国放送（RCC）≪地上波、TBS系列・広島県ローカル≫
- TBSテレビ ≪地上波、関東ローカル≫[10]
- J SPORTS1 ≪有料BS/CS≫

第6戦
- テレビ新広島（TSS）≪地上波、フジテレビ系列全国ネット≫[11]
- J SPORTS1 ≪有料BS/CS≫

シーズン中と異なり、全ての試合で在広局とJ SPORTSが別出演者を立てて中継（J SPORTSはリポーター配置なしのオフチューブ）。在広局以外では、第2戦はテレビ神奈川が自社制作（リポーターのみ現地派遣の変則オフチューブ。テレビ神奈川は自社でHD対応の大型中継車を保有していないため、映像は広島ホームテレビから配信を受けている。tvkプロ野球中継 横浜DeNAベイスターズ熱烈LIVEも参照）実施。いずれの試合も在広局がローカル放送する関係上、J SPORTSの中継はひかりTV・auひかりでは視聴できない。

### ラジオ放送

#### ファーストステージ放送日程
- 前年同様、ニッポン放送（LF）が全試合中継を行い東海ラジオ（SF）・MBSラジオにネットした。一方、TBSラジオ・ラジオ日本（RF）は全試合デーゲームのため、NHKラジオ第1放送は在京球団同士の試合のため、中継を行わなかった。
- 阪神タイガースが関与しない対戦カードのため、MBSはGOGO競馬サンデー!と重複する第2戦の中継を、またABCラジオは全試合中継しなかった。SFは月曜（祝日）開催となる第3戦については通常番組を優先するため放送しなかった。なお例年、地元の中日ドラゴンズの出場の有無に関わらず、TBS・ABCからのネット受けで中継を行っていたCBCラジオも今大会は中継しなかった。

#### ファイナルステージ放送日程
- NHKラジオ第1（広島局）とRCCラジオが2014年以来となる中継を実施。RCCはJRN向けのみ制作し（ナイターのみTBSラジオも別途自社制作）、NRN向けはニッポン放送に委託した。NHKラジオ第1は第2戦まで広島県域ローカル、第3戦からは全国向けに放送した。
- LFは引き続き自社制作、MBS・SFとの3局ネットで中継した。MBSは競馬中継と重複する第5戦の中継を見送り（結果的に同試合は非実施）、第1-3戦はMBSではパ・リーグファイナルステージ（HBC制作）を予備カードとして編成した。
- TBSラジオもナイターゲーム（第1-3戦、実施されていれば第6戦も）に限り自社制作で中継した。いずれもパ・リーグファイナルステージを予備カードとし、第1-3戦はHBCからのネット受け。第6戦が実施されていれば自社で予備待機を用意する予定であった（結果的にセパ双方非実施のため、通常編成へ復帰）。

### ネット配信

#### ファーストステージ配信日程
- 全試合とも「GIANTS LIVEストリーム」でも配信された。

#### ファイナルステージ配信日程
- 全試合とも「DAZN」でも配信される。在広局の映像を使用し、独自テロップを挿入したオフチューブ実況で配信した。